# Vicky Losada
Victoria Losada også kaldt Vicky Losada (født 5. marts 1991) er en kvindelig spansk fodboldspiller, der spiller som midtbanespiller for FC Barcelona i Primera División og Spaniens kvindefodboldlandshold.